# ولسوو
ولسوو (به لاتین: Velesovo) یک زیستگاه انسانی در اسلوونی است که در Cerklje na Gorenjskem Municipality واقع شده‌است.

## خصوصیات
ولسوو ۳۸۶ نفر جمعیت دارد و ۴۳۰٫۱ متر بالاتر از سطح دریا واقع شده‌است.